# Cildara
Cildara (en griego antiguo: Κιλδαρα) o Cilara (Κιλλαρα) fue una ciudad de la antigua Caria. Era una polis (ciudad-estado) y tenía una relación de sympoliteia con Teángela y Todosa. Kildara es un yacimiento en el que se han encontrado numerosas inscripciones en el idioma cario y de hecho da nombre a una tipología específica de alfabeto cario.
El yacimiento está ubicado cerca de Asardağ, en la Turquía asiática.